# Ca' Brutta
La Ca' Brutta (literalmente, «casa fea») es un edificio residencial de Milán, Italia, situado en la esquina de la Via della Moscova con la Piazza Stati Uniti d'America. Recibió este nombre debido a la impresión negativa que suscitó tras su construcción, provocada por el uso extravagante de elementos del lenguaje clásico.
Desde hace casi veinte años, el consulado general de Francia en Milán tiene su sede en este inmueble de seis plantas situado en el centro histórico de la ciudad. Actualmente está protegido, pero es conocido por todos los milaneses como la Ca' Brutta, es decir, la «casa fea», un apodo paradójico para una realización emblemática de la creatividad arquitectónica del Milán de principios del siglo XX.

## El arquitecto y su época
Construida inmediatamente después de la Primera Guerra Mundial, entre 1919 y 1923, la Ca' Brutta es un caso excepcional e incluso revolucionario en la arquitectura del siglo XX gracias a la genialidad de su arquitecto Giovanni Muzio. Muzio nació en Milán en 1893 y fue, en el campo de la arquitectura, el iniciador y el representante más destacado del movimiento artístico denominado novecento, y más particularmente de la corriente de los años veinte y treinta. Hijo también de un arquitecto, estudió en la capital lombarda y, después de la Primera Guerra Mundial, abrió un estudio junto con De Finetti, Ponti, Lancia y Fiocchi, participando activamente desde entonces en la vida cultural milanesa de la época.
La Ca' Brutta fue su primer gran proyecto, que él mismo consideraba una obra manifiesto. Con este proyecto, Muzio propone un retorno al clasicismo, reducido a los volúmenes arquitectónicos simples y teniendo como referencia el neoclasicismo lombardo del siglo XIX. Más tarde, Muzio realizó otros edificios, de uso público, residencial o religioso. También fue profesor durante muchos años en las escuelas politécnicas de Milán y de Turín.

## Diseño

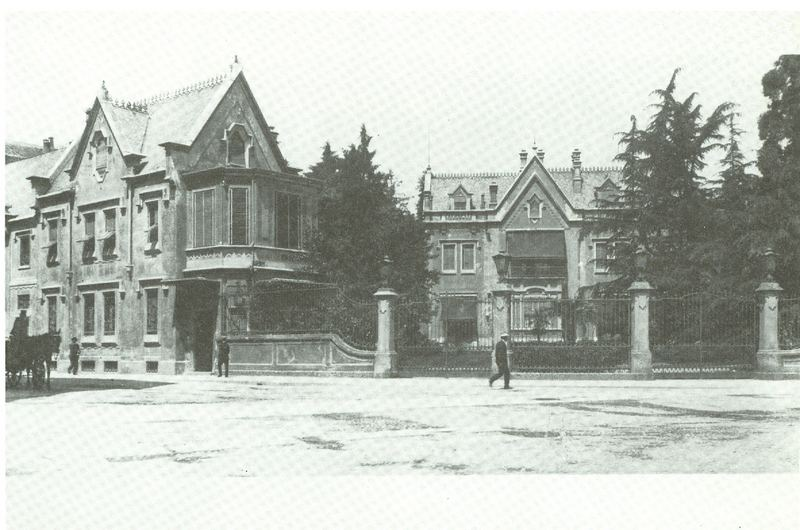
La Villa Borghi, demolida en 1919 para la construcción de la Ca' Brutta.

En la época de la posguerra, debido al crecimiento de la población urbana de Milán y a la expansión de los barrios residenciales, se asiste al nacimiento de un nuevo tipo de edificios de apartamentos. Los empresarios debían atraer clientes de un nuevo tipo, la emergente clase media. La Società Anonima Quartiere Moscova encargó a Muzio, que tenía entonces veintiséis años, que diseñara un complejo residencial en una parcela privilegiada de la ciudad, un rectángulo entre la Via Moscova, la Via Appiani, la Via Cavalieri y la Via Turati, que ya era un eje importante porque conducía a la estación central. En este lugar se situaba la Villa Borghi y un huerto cultivado por los hermanos del monasterio de Sant'Angelo (monasterio que existe todavía en la Via Moscova).
La intención era construir un edificio para una clientela de la alta burguesía con prestaciones de alta gama: mármol, mosaicos, vidrieras,... y también un aparcamiento subterráneo para los automóviles (concepto visionario porque fue el primero de Milán y quizá también de Italia), pese a que en la época los desplazamientos se hacían todavía esencialmente en carruajes. Instaló también en el edificio calefacción central y agua caliente. En este sentido, Muzio se adelantó en medio siglo a la noción de condominio y de garajes subterráneos. En «su» Ca' Brutta, decidió favorecer el individualismo de las residencias, en oposición al edificio de estilo renacentista, un modelo de vivienda urbana en el cual los apartamentos individuales estaban dominados por el conjunto del edificio. También fue el primer edificio construido en hormigón armado de Italia.
Adelantándose claramente a su época, Muzio fue rápidamente criticado por la mezcla de clasicismo y modernismo (propia del nuevo estilo llamado novecento) que caracterizaba al edificio, al cual, para burlarse, los milaneses le pusieron el sobrenombre de Ca' Brutta («casa fea»). Sin embargo, la Ca' Brutta se ha sobrepuesto a las burlas y en la actualidad está considerada uno de los mejores ejemplos de la arquitectura de principios del siglo XX, una referencia citada en toda la bibliografía especializada.

## Descripción
La Ca' Brutta es un edificio de diseño muy particular que manifiesta el interés del arquitecto por el modernismo y su estrecha relación con los pintores metafísicos. Está constituido por dos cuerpos separados entre sí por una calle privada, la Via Cesare Mangili, que aumenta las fachadas interiores y une el gran edificio al contexto urbano. Los dos cuerpos que componen la Ca' Brutta tienen seis plantas y están conectados entre sí por un pórtico que cruza la calle privada. Esta calle, situada al sur, fue pensada con el objetivo de acoger el máximo número de apartamentos y reducir así el número de habitaciones que dan al norte (Via Cavalieri). En número de cien, los apartamentos son muy espaciosos y tienen grandes recibidores. En todos los apartamentos, cada habitación se distingue por sus techos, que tienen estucos y molduras de yeso, y son todos ellos diferentes. El cuerpo del lado de la Via Moscova es de planta casi triangular y tiene un patio interior, mientras que el cuerpo del lado de la Via Cavalieri es rectangular.
Las fachadas están recubiertas de materiales y colores diferentes: travertino (planta baja y primera planta), yeso verde o amarillo (de la segunda a la cuarta planta), mármol blanco (quinta planta) y mármol rosa (sexta planta). Se puede apreciar un amplio uso de elementos clásicos, cuya rigidez y simetría sin embargo se disuelven en la disposición de las ventanas hacia la Via Turati y en otros elementos asimétricos. También se debe apreciar la precisión técnica y la atención a los detalles constructivos, que serán típicos de Muzio durante toda su carrera.
La Commissione Edilizia (el organismo encargado de conceder los permisos de construcción) «enfureció» al constatar, una vez eliminados los andamios, que las fachadas no se habían ajustado a su diseño aprobado. En particular, los elementos arquitectónicos de las fachadas interiores (hacia la calle privada) fueron considerados demasiado «irónicos»: columnas gigantes monolíticas, puertas coronadas por obeliscos, ventanas decoradas con elementos volcados y coronadas por semiesferas extrañas, jarrones gigantes, aberturas triangulaires, nichos y barandillas de hierro extravagantes en los balcones... Tras largas negociaciones con las autoridades, el arquitecto fue obligado a realizar algunos cambios.

### En la actualidad
Aunque la Ca' Brutta puede pasar casi por «banal» a ojos de muchos transeúntes, sigue siendo un ejemplo excepcional de vanguardia arquitectónica. Aunque muy controvertida, contribuyó al desarrollo de la arquitectura residencial moderna. Finalmente ha recibido el reconocimiento que merecía, ya que en la actualidad el edificio está catalogado como patrimonio arquitectónico de la ciudad. En cuanto a Muzio, continuó viviendo hasta el fin de su vida en la Ca' Brutta (murió en 1982 con 89 años de edad), y realizando numerosos proyectos en Italia y en el extranjero.